# Timboektoe (film)
Timboektoe is een Nederlandse tienerfilm van Dave Schram naar een serie van vier boeken van Carry Slee en is op 4 oktober 2007 in première gegaan. Het scenario is geschreven door Maria Peters.

## Verhaal
Isa en Kars verhuizen naar Frankrijk met hun ouders, die daar een camping willen beginnen. Dat komt voor Isa niet goed uit, want ze is verliefd op Justin, die in Nederland blijft. De stoere Kars ziet zijn vriendschap met Romeo en Stef verworden tot een sporadisch contact via het internet.
Bij aankomst in Frankrijk zien Isa en Kars de plannen van hun ouders helemaal niet meer zitten wanneer blijkt dat de camping compleet vanaf de grond moet worden opgebouwd. In de tussentijd raken de pubers bevriend met Jules, die samen met zijn alcoholistische vader Jean in Frankrijk woont en op de vorige camping reeds zijn steentje heeft bijgedragen. Jules vindt vooral steun in de zorg voor zijn trouwe hond Frodo, waar zijn moeder vorig jaar is overleden en zijn vader sindsdien liever naar de fles grijpt dan voor hem zorgt.
De mooie Nona gaat reeds jaren op vakantie naar dezelfde camping, maar haar ouders maken dit jaar veel ruzie met elkaar. De camping mag dan wel van eigenaar zijn veranderd, voor het meisje betekent de vakantie wel een weerzien met Jules, op wie ze na jaren van vriendschap heimelijk verliefd is geworden. Isa en Jules krijgen echter een steeds hechtere band met elkaar, waarbij de jongen zijn aandacht voor Nona lijkt te verliezen.
Als beste vriendin van Isa is de lieve Annabel reeds maanden in stilte verliefd op Kars, waardoor de schok van de verhuizing hard bij haar aankomt. Na het vertrek van de jongen spant ze zich in om het breakdancen onder de knie te krijgen, wat ze voor elkaar krijgt met de hulp van Romeo en Stef. Het drietal gaat deze zomer eveneens naar de nieuwe camping in Frankrijk, alwaar het meisje haar vrienden versteld doet staan van haar optreden. Haar gevoelens voor Kars dreigen een spanningsveld te veroorzaken in haar vriendschap met Isa.
Brian is van Surinaamse afkomst, leeft samen met zijn moeder Lucy en zijn broer Edgar en heeft een grote passie voor archeologie. Ieder jaar komt hij op vakantie opnieuw in contact met zijn oude vrienden Jules en Nona, die net zomin als de anderen weten dat hij zich aangetrokken voelt tot hetzelfde geslacht. Brian koestert in het geheim diepe gevoelens voor de duidelijk op meisjes vallende Jules.
In de buurt van de camping vestigen Arthur en Agnes als echtpaar van het snelle geld de nieuwe vijfsterrencamping Paradiso, waarbij hun uiterst lage moraal van grote invloed lijkt op hun dochters Anouk en Valerie. De bitchy blondines hebben geen enkele moeite met hun verwende gedrag en stellen alles in het werk om de vriendengroep op de andere camping eens en voor altijd duidelijk te maken dat ze in hun buurt niet welkom zijn.

## Achtergrond
Dit is de tweede film die gemaakt wordt naar aanleiding van boeken van Carry Slee (de eerste was Afblijven). Omgekeerd heeft Carry Slee ook weer een boek geschreven op basis van de film: Timboektoe: De Filmeditie.

## Rolverdeling
- Bo Maerten: Isa
- Mees Peijnenburg: Kars
- Willem Voogd: Jules
- Isabelle Houdtzagers: Nona
- Anna Raadsveld: Annabel
- Reinout Scholten van Aschat: Stef
- Géza Weisz: Romeo
- Jeronimo van Ballegoijen: Brian
- Cosmo de Vos: Edgar
- Daniel Cornelissen: Justin
- Anne Wallis de Vries: Anouk
- Liessanne Schenkkan: Valerie
- Ruben Lürsen: Ad
- Mouna Goeman Borgesius: Hanna
- Marcel Hensema: Jean
- Khaldoun Elmecky: vader Nona
- Esmée de la Bretonière: moeder Nona
- Marline Williams: Lucy
- Mike Reus: Arthur
- Margo Dames: Agnes
- Katja Herbers: Arlette
- Els Ingeborg Smits: oma
- Fien van Rossum: Tamara
- Corali Vaysse: Suzan
- Gene Bervoets: Pierre
- Quinten Schram: Theo
- Rik Van Uffelen: politie-inspecteur
- Gerrie van der Klei: Franse lerares
- Michael Hofland: rector
- Hugo Maerten: dierenarts
- Elsa May Avrill: baliemedewerkster
- Roelant Radier: lastige klant
- Astrid Joosten: nieuwslezeres
- Monika Peetz: nieuwslezeres
- Steve Korver: nieuwslezer
- Wim Serlie: nieuwslezer
- Dennis van Esseveld: aankondiger
- Carry Slee: vrouw met hond
- Cleo: Frodo (hond van Jules)

## Prijzen
- Gouden Film - 100.000 bezoekers - (22 oktober 2007)